# Пеша (Пистоја)
Пеша (итал. Pescia) је насеље у Италији у округу Пистоја, региону Тоскана.
Према процени из 2011. у насељу је живело 11567 становника. Насеље се налази на надморској висини од 42 м.

## Становништво
Према резултатима пописа становништва 2011. у општини је живело 19.435 становника.
| 1931.  | 1936.  | 1951.  | 1961.  | 1971.  | 1981.  | 1991.  | 2001.  | 2011.  |
| ------ | ------ | ------ | ------ | ------ | ------ | ------ | ------ | ------ |
| 20.546 | 20.898 | 20.798 | 20.073 | 19.304 | 18.557 | 18.123 | 17.428 | 19.435 |

## Партнерски градови
- Нерха
- Улен